# Danh sách công ty Anh
Dưới đây là danh sách các công ty ban đầu được thành lập và hiện đang có trụ sở tại Vương quốc Anh, bao gồm các đơn vị đã có bài viết trên Wikipedia, được sắp xếp theo thứ tự an-pha-bê (alphabet).
- 2d3
- Barclays
- Betacom
- BigBen Interactive
- Bizarre Creations
- British Airways
- Cable Software
- Coedit
- Criterion Games
- Denki
- Digital Jesters
- Eidos Interactive
- Empire Interactive
- Eurocom
- Evolution Studios
- Gilsoft
- glaxosmithkline
- IMeta
- INMOS
- InterContinental Hotels Group
- Introversion Software
- ISOFT Group plc
- Jaguar
- Knowledge Hemispheres
- LDRA
- Lionhead Studios
- LogicaCMG
- Madge Networks
- Marmite
- Mitre Sports International
- P&O
- Iceland
- Raspberry Software
- Research Machines
- SCi
- SEGA Europe
- SgurrEnergy
- Team17
- The Software Refinery
- Traveller's Tales
- The Sage Group
- UK Online
- Unilever
- Vektor Graphix
- Virgin Atlantic
- Virgin Galactic
- Virgin Group
- vodafone
- Vulcan Software
- Xara
- Xrefer
- ZOO Digital Group